# Stange (gemeente)
Stange is een gemeente in de Noorse provincie Innlandet. De gemeente telde 20.317 inwoners in januari 2017. 

## Plaatsen in de gemeente
- Bottenfjellet
- Ilseng
- Gata
- Ottestad
- Romedal
- Stange
- Sørbygdafeltet
- Tangen

## Geboren
- Otto Blehr (1847 - 1927}, politicus

Alvdal · Dovre · Eidskog · Elverum ·  Engerdal · Etnedal · Folldal · Gausdal · Gjøvik · Gran · Grue ·  Hamar · Kongsvinger · Lesja · Lillehammer · Lom ·  Løten · Nord-Aurdal · Nord-Fron · Nord-Odal · Nordre Land · Os · Østre Toten · Øyer · Øystre Slidre · Rendalen · Ringebu · Ringsaker · Sel · Skjåk · Stange · Stor-Elvdal · Søndre Land · Sør-Aurdal · Sør-Fron · Sør-Odal · Tolga · Trysil · Tynset · Vågå · Våler · Vang · Vestre Slidre · Vestre Toten · Åmot · Åsnes

Fylker van Noorwegen